# Sicklaön
För andra betydelser, se Sicklaön (olika betydelser).

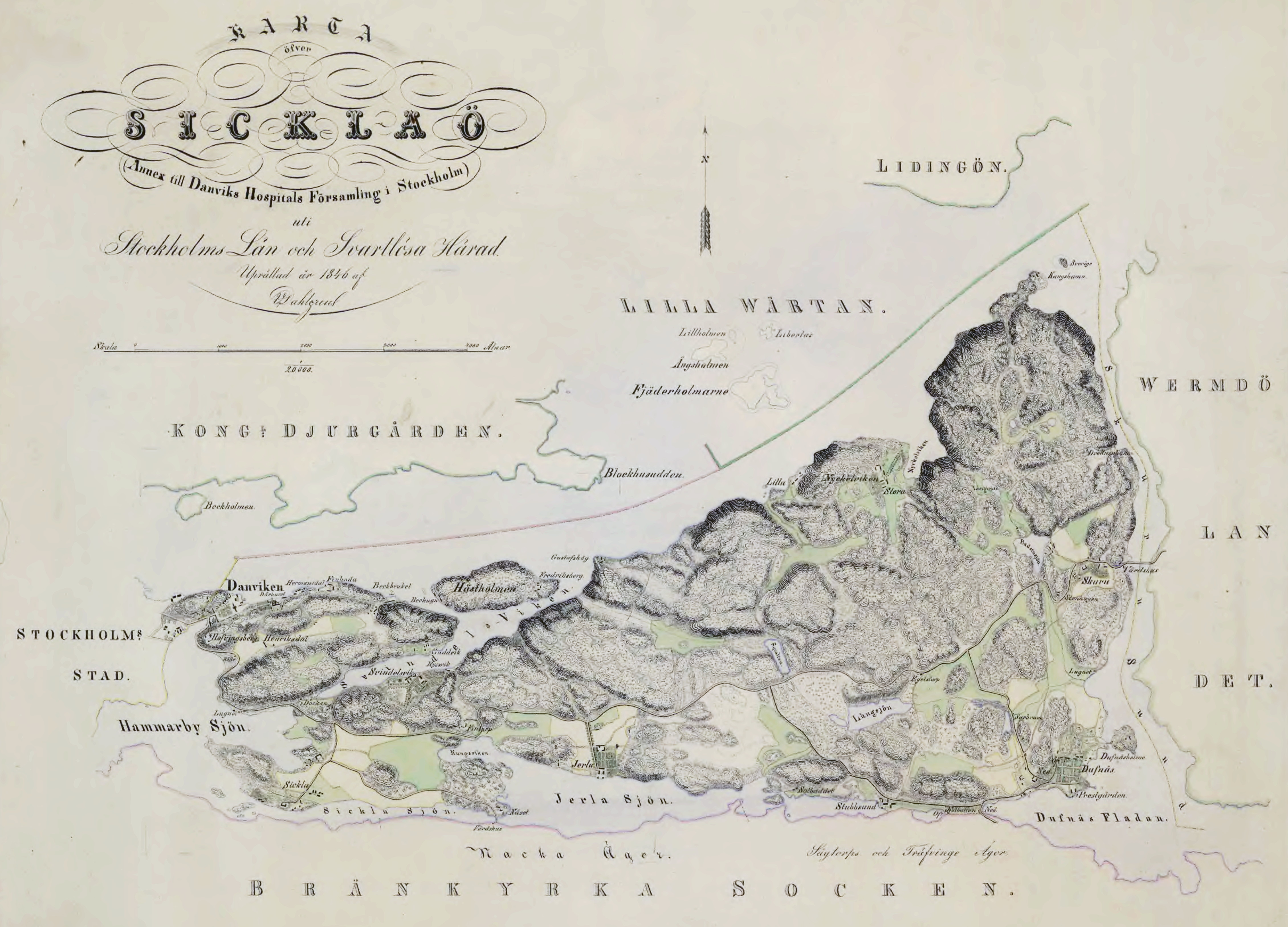
Karta över Sicklaön upprättad år 1846.

Sicklaön är en halvö i nordöstra Södermanland som avgränsas av Saltsjön och Lilla Värtan i norr, av Skurusundet och Duvnäsviken i öster, av Järlasjön och Sicklasjön i söder samt av Hammarby Sjö i väster. Halvön, som har landförbindelse med Södertörn mellan Duvnäsviken och Järlasjön, ligger huvudsakligen i Nacka kommun, men delvis även i Stockholms kommun. Halvön utgör den norra delen av kommundelen Sicklaön. Sicklaön ligger omedelbart öster om Södermalm i Stockholm och avskiljs från denna stadsdel av Danvikskanalen och Hammarby sjö.

## Västra Sicklaön
Den del av Sicklaön som avgränsas av Saltsjön, Danvikskanalen, Hammarby sjö och Svindersviken heter Västra Sicklaön. Norrut har den landförbindelse med Södermalm via Danviksbron och söderut med Alphyddan, Fannyudde och Sickla. Halvön liksom hela Sicklaön i sin helhet ligger inom Storstockholm och är belägen öster om Södermalm.
Större delen av Västra Sicklaön ligger i Nacka kommun (Saltsjöqvarn, Danvikstrand, Henriksborg, Finnboda, Finnberget, Finnbodaberget, Kvarnholmen, Gäddviken och Henriksdalsberget med naturområdet Trolldalen). Inom Nacka kommun används benämningen Nordvästra Sicklaön för att beteckna detta område (ibland exklusive Kvarnholmen), medan Västra Sicklaön används för att beteckna den delen av kommundelen Sicklaön som ligger väster om Per Hallströms väg. En mindre del av Västra Sicklaön ligger inom Stockholms kommun, nämligen Henriksdalshamnen på den nordöstra sidan av Hammarby sjö i Södra Hammarbyhamnen, samt Danviksklippan som ligger mellan Hammarbyleden och Värmdövägen. Fram till 1930 ingick Lugnet, Henriksdalshamnen, Danviksklippan och omgivningar i Nacka kommun. Gränsen mellan Stockholms kommun och Nacka kommun bildas här till största del av Värmdövägen och av Henriksdals reningsverk i en tredimensionell gränsdragning.

## Historia

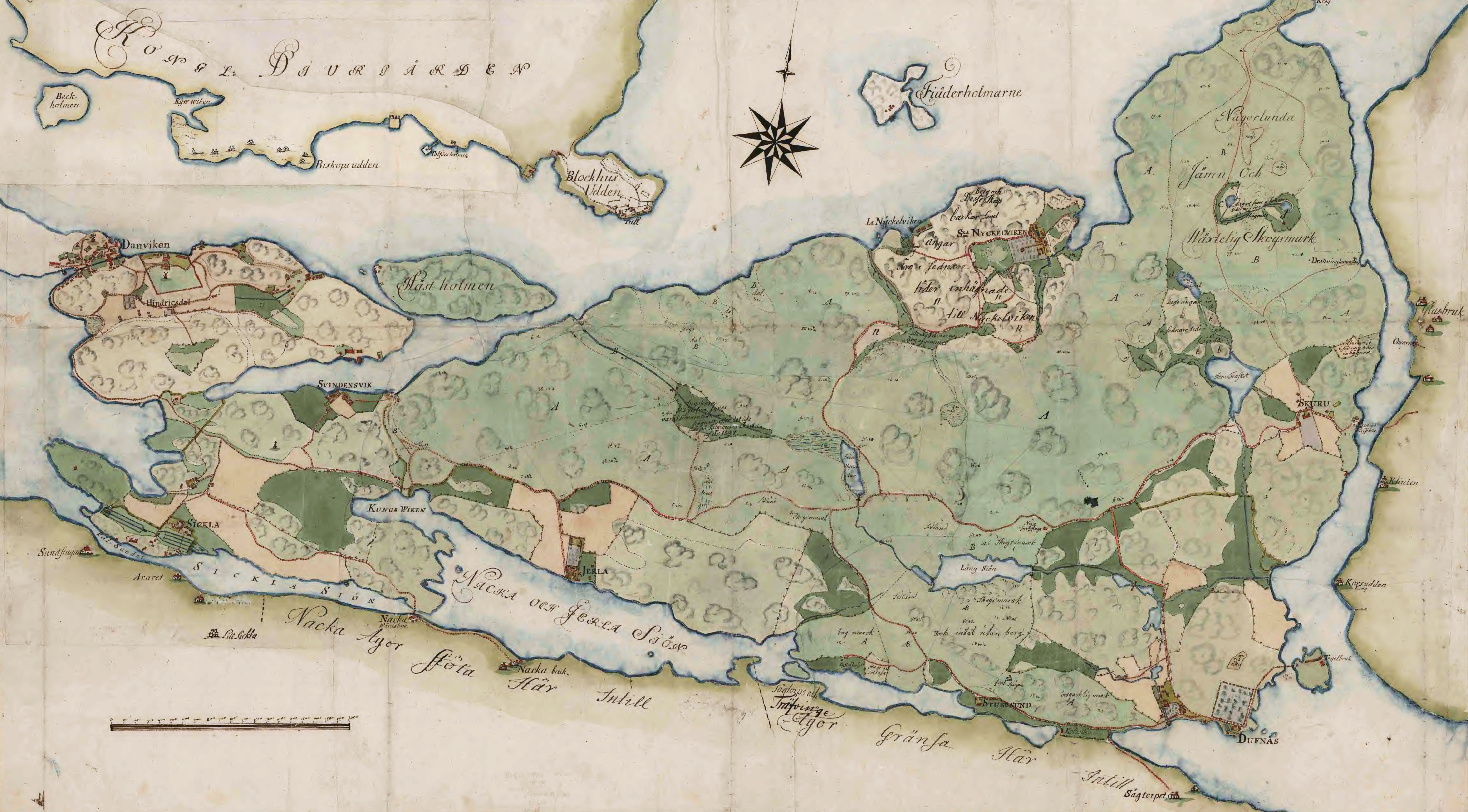
Karta över Sicklaön, 1782.

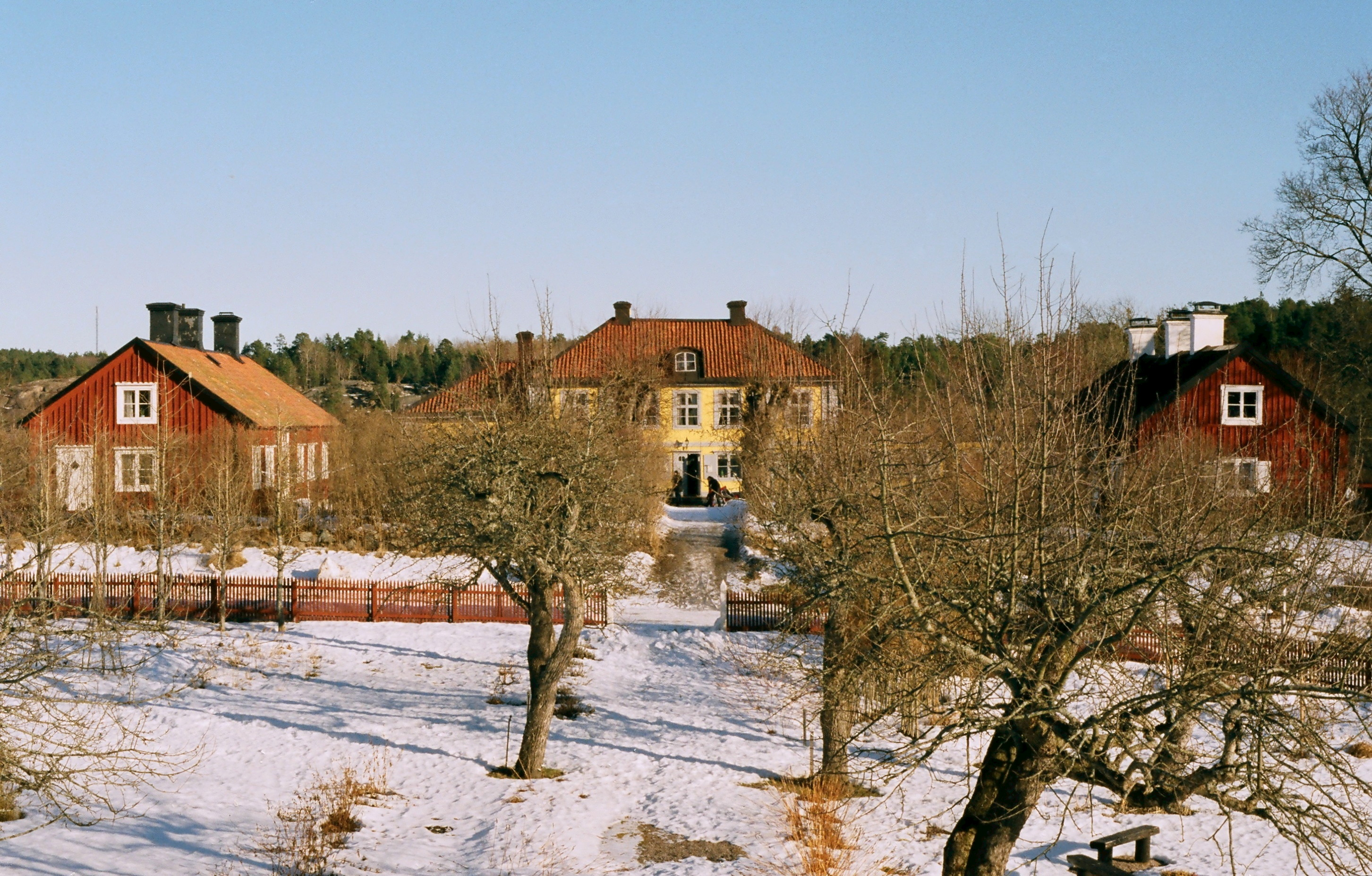
Stora Nyckelviken.

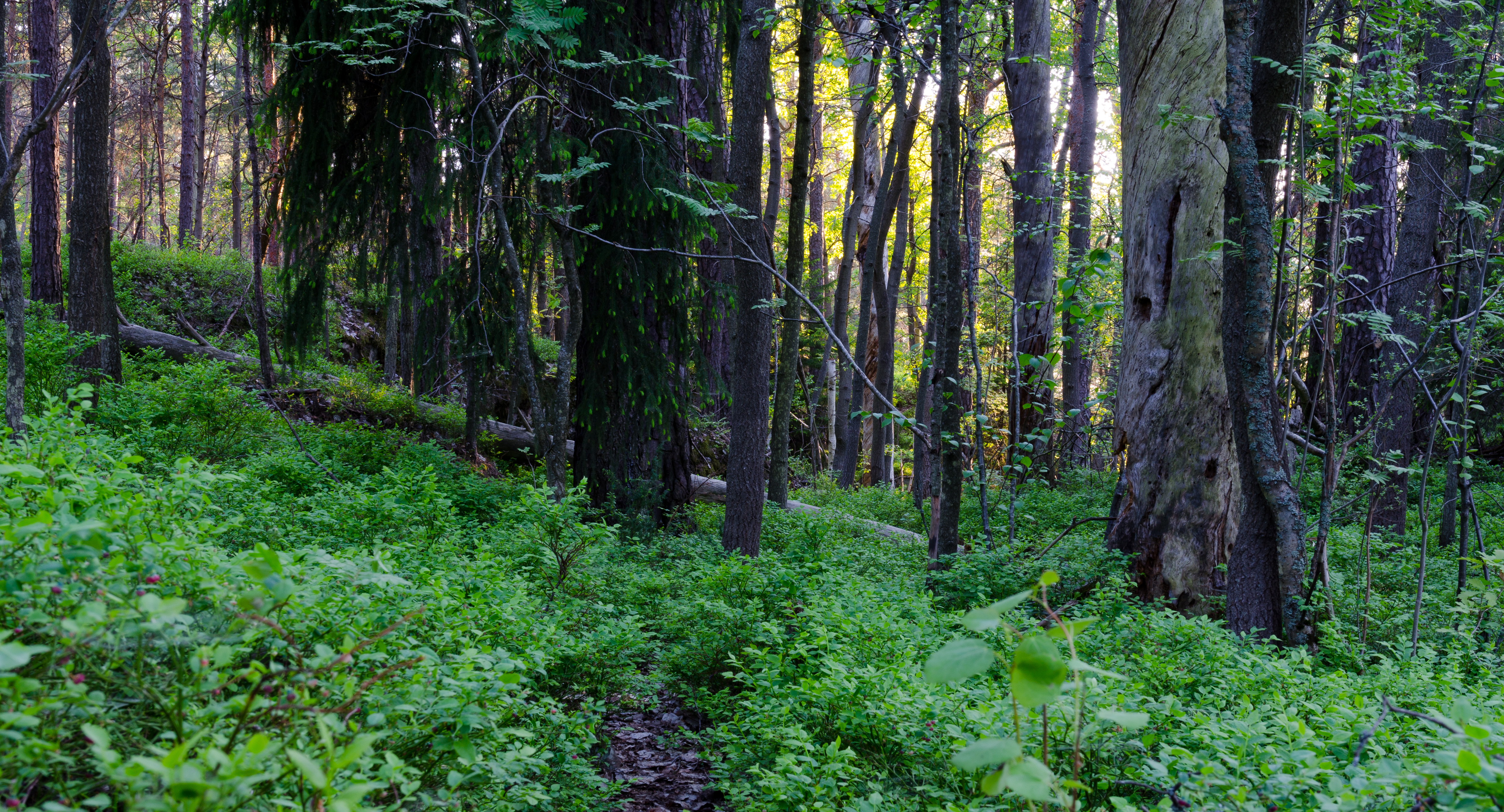
Skog på Ryssbergen, vid Svindersvikens södra strand.

Dagens Nacka kommun var fram till 1800-talet glest bebyggd och befolkat av människor som levde på åker- och skogsbruk, boskapsskötsel samt jakt och fiske. Området är en del av innerskärgården; med dess karaktäristiska landskap präglat av ett sprickdalslandskap med dåliga förutsättningar för jordbruk. Terrängen med många insjöar och höjdskillnader gav däremot utrymme för många kvarnar. Viss industri etablerade sig på Sicklaön och vid Nacka Ström på södra sidan av Sicklasjön under 1500-1700-talet. På jordeböcker från 1500-talet finns 25 gårdar utmärkta, framförallt längs Sicklaöns södra strand och vid Boo på östra sidan om Skurusundet. Flera av gårdarna som Sickla och Järla har sannolikt förhistoriskt ursprung vilket gårdsnamnen och utgrävda järnåldersfält vittnar om.
Det enda godset med medeltida rötter i kommunen är Erstavik. På 1500-talet blev Stäkets gods adligt gods och samtidigt etablerades det första godset på Sicklaön då Danviks hospital tilldelades gårdarna på Sicklaön. När Stockholm växte ökade intresset för Sicklaön och Nacka, området gynnades av sitt läge vid farlederna in till staden och av Danviks vilja att upplåta gårdar och torp till sommargästerna för att öka hospitalets förtjänster. Sicklaöns relativt orörda natur, med det dramatiska spricklandskapet passade också in i 1700-talets natursvärmeri. Den framväxande skeppsbroadeln fick här möjligheten att förverkliga sina egna motsvarigheter till adels malmgårdar. I mitten av 1700-talet uppfördes sommarherrgårdarna Stora Nyckelviken och Svindersvik av förmögna direktörer i Ostindiska kompaniet.
På 1890-talet etablerades Saltsjöbanan som kom att få stor betydelse för Nackas utveckling, vid den västra delen närmast Stockholm skedde en omfattande industriell etablering under 1890-talet. Dagens Atlas Copco etablerade sig i området och byggde successivt ut sitt område ända fram till 1960-talet. Även vid dagens Nacka Strand och Järla sjö etablerade sig industrier. Kring området växte under 1900-talet fram bostadsområden för arbetarna, bland de äldsta områdena finns Birka. Samtidigt etablerades exklusiva villasamhällen längs banan, bland annat Storängen och Saltsjö Duvnäs.
I slutet av 1900-talet och början av 2000-talet minskade industrins betydelse och de gamla industriområdena började byggas om för att beredda plats för bostäder, kontor och handel.

### Administrativ historia
Sicklaön finns omnämnt i skrift redan 1436 som Sicklona. Ordet kommer troligen av ordet 'sik' i betydelsen 'sidlänt område där vatten förekommer', d.v.s. träskmark. Sicklaö hörde ursprungligen formellt till Solna socken, från 1588 till Brännkyrka socken och borde naturligen hört till Nacka kapellförsamling när dess kyrka blev klar 1695. Då det fanns en präst och kyrka vid Danvikens hospital som gärna ville få fler församlingsbor, så blev det efter ett antal turer så att enligt kungligt förordnade från 14 februari 1727 att de boende på Sickalö, skulle höra till Danviken. Socken och församlingen kallades också Danvikens-Sicklaö socken och Danviks hospital och Sicklaö församling. Området uppgick 1 maj 1887 och 1 januari 1888 i Nacka församling respektive Nacka landskommun.

## Bebyggelse och kulturmiljöer

### Sommarherrgårdar och sommarnöjen

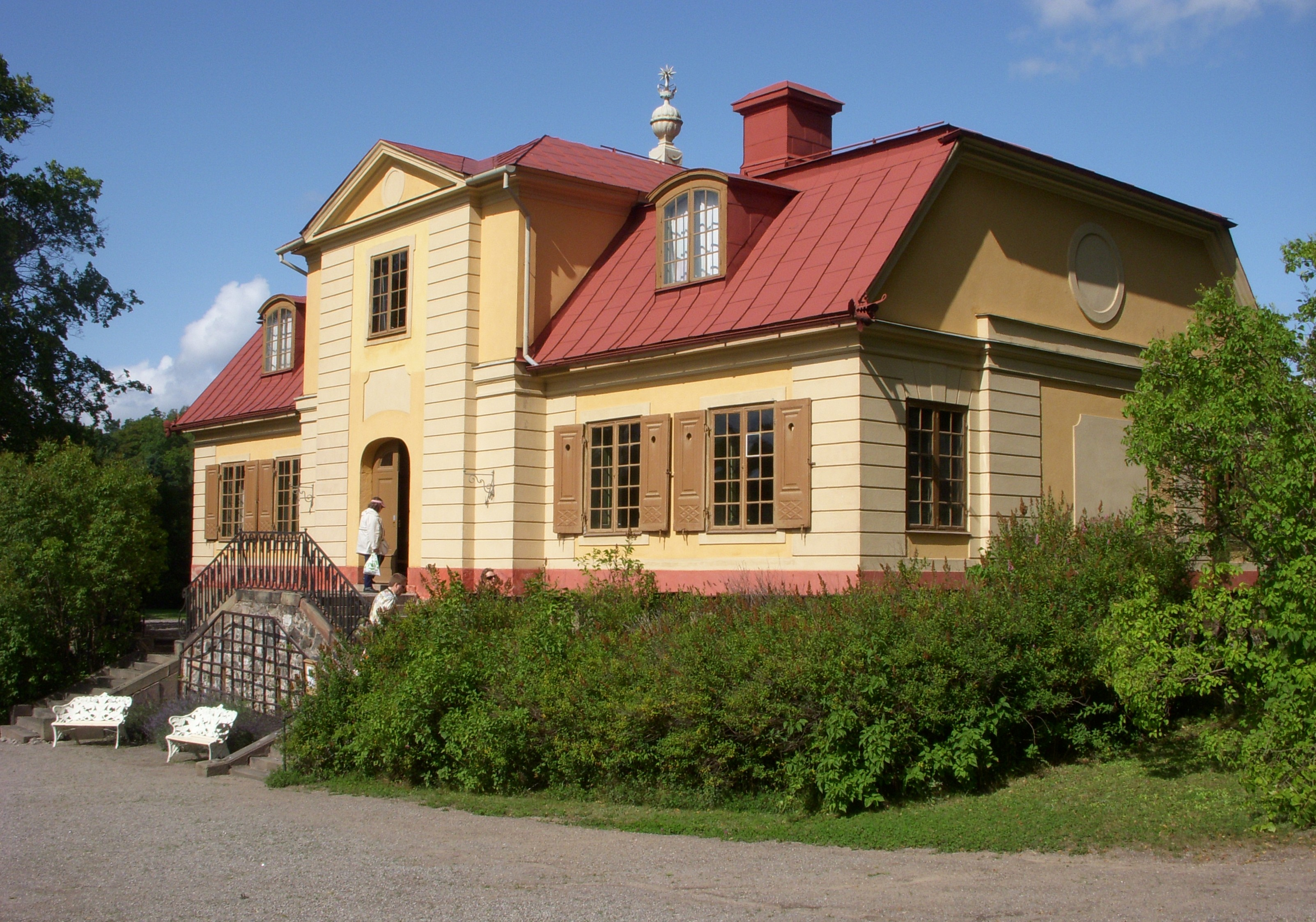
Svindersvik

I mitten av 1700-talet uppfördes sommarherrgårdarna Stora Nyckelviken och Svindersvik på Sicklaön. På mark som tidigare tillhört torp uppfördes miniatyrherrgårdarna med representativa huvudbyggnader omgivna av parker, trädgårdar och med mindre lantbruksdelar. Under 1700-talets senare del och början av 1800-talet fortsatta antalet sommarnöjen att växa i Nacka; framförallt den framväxande medelklassen med ämbetsmän och köpmän som förvärvade skärgårdstorpen. Fortfarande med inslag av lantbruk på anläggningarna som uppfördes. I Boo-området uppfördes Eriksvik och Tollare gård.
Även Svindersvik uppfördes av en direktör i ostindiska kompaniet, Claes Grill. Huvudbyggnaden är en miniatyrherrgård i form av en gulputsad tegelbyggnad i ett plan med ett brutet tak. I öster finns en köksflygel som liksom huvudbyggnaden bevarar mycket av inredningen från byggnadstiden. Byggnaden ritades av den framstående 1700-talsarkitekten Carl Hårleman. Den dubbla funktionen, att både vara sommarnöje och fungera som producent av förnödenheter till ägarens hushåll avspeglas i de bevarade uthusen som finns bevarade. Den sista privata ägaren var familjen Almgren som ägde Svindersvik från 1863 till 1949 då komplexet övergick i Nordiska museets ägo. Familjen uppförde 1879-80 sommarvillan Kullen i lekfull panelarkitektur intill.

### Villasamhällen längs järnvägen
Anläggandet av Saltsjöbanan som förband Stockholm med den nya villastaden Saltsjöbaden kom att spela stor roll för Nackas utveckling, längs banan exploaterades kring sekelskiftet tidigare obebyggda områden och villastäder växte fram. På Sicklaön finns Lillängen, Storängen och Saltsjö-Duvnäs längs Saltsjöbanan, alla med egna stationer.
Storängen började exploateras 1904 och kom att bebos av främst tjänstemän, men också arkitekter och konstnärer. Huvuddelen av villorna uppfödes under 1900-talets första decennier i nationalromantisk, jugend, och tjugotalsklassicism men det finns också funkisvillor. Storängen bedöms vara av riksintresse för kulturminnesvården.
Saltsjö Duvnäs planerades av stadsplaneraren Per Hallman som ritade en plan som byggde på ett gatu- och vägnät som följde den kuperade terrängen. Hallmans planer kom att förverkligas till stora delar, och är bevarat. Hallman hade också tänkt sig en kyrka, ett torg och en saluhall som aldrig kom att förverkligas. En av Hallmans idéer som dock förverkligades var att bevara den äldre bebyggelsen, och låta den ingå som en naturlig del i området. Området har många välbevarade villor från den första utbyggnadsperioden, 1908-25. Byggnaderna speglar tidens arkitektoniska trender, speciellt nationalromantik och jugend är rikligt representerat.

### Bildgalleri, Sicklaöns villasamhällen

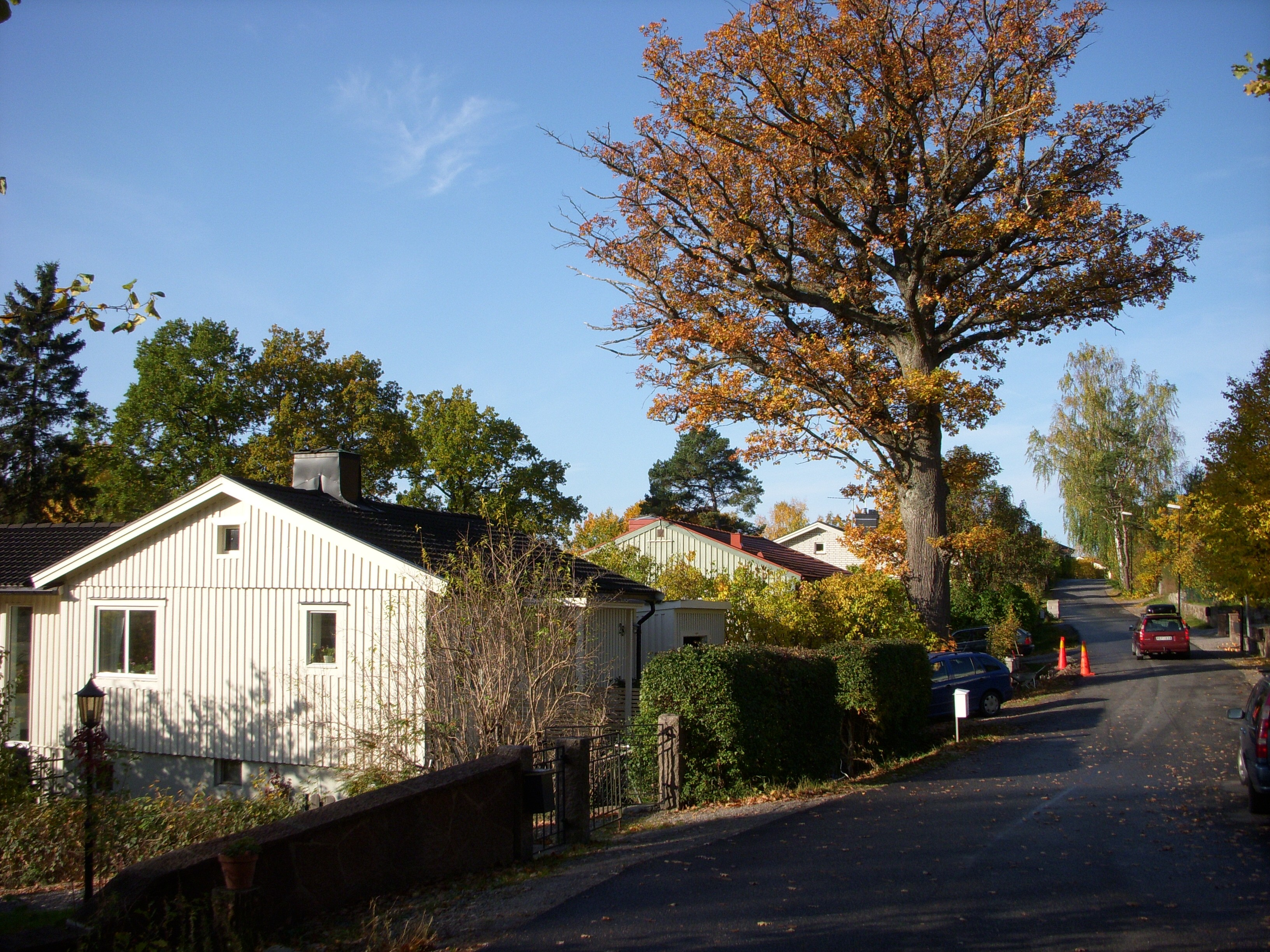
Villor i Lillängen.
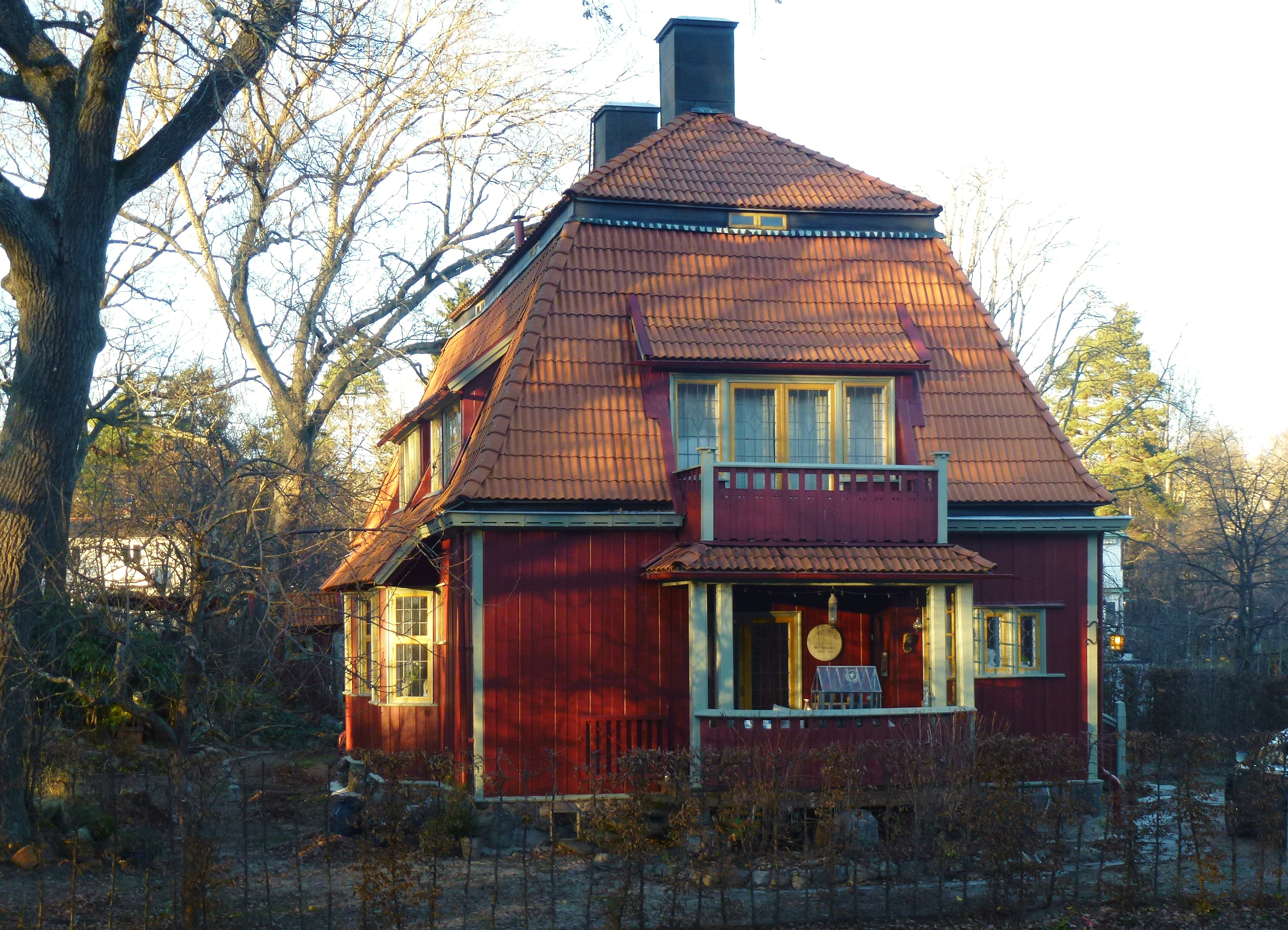
Lotterivillan i Storängen.
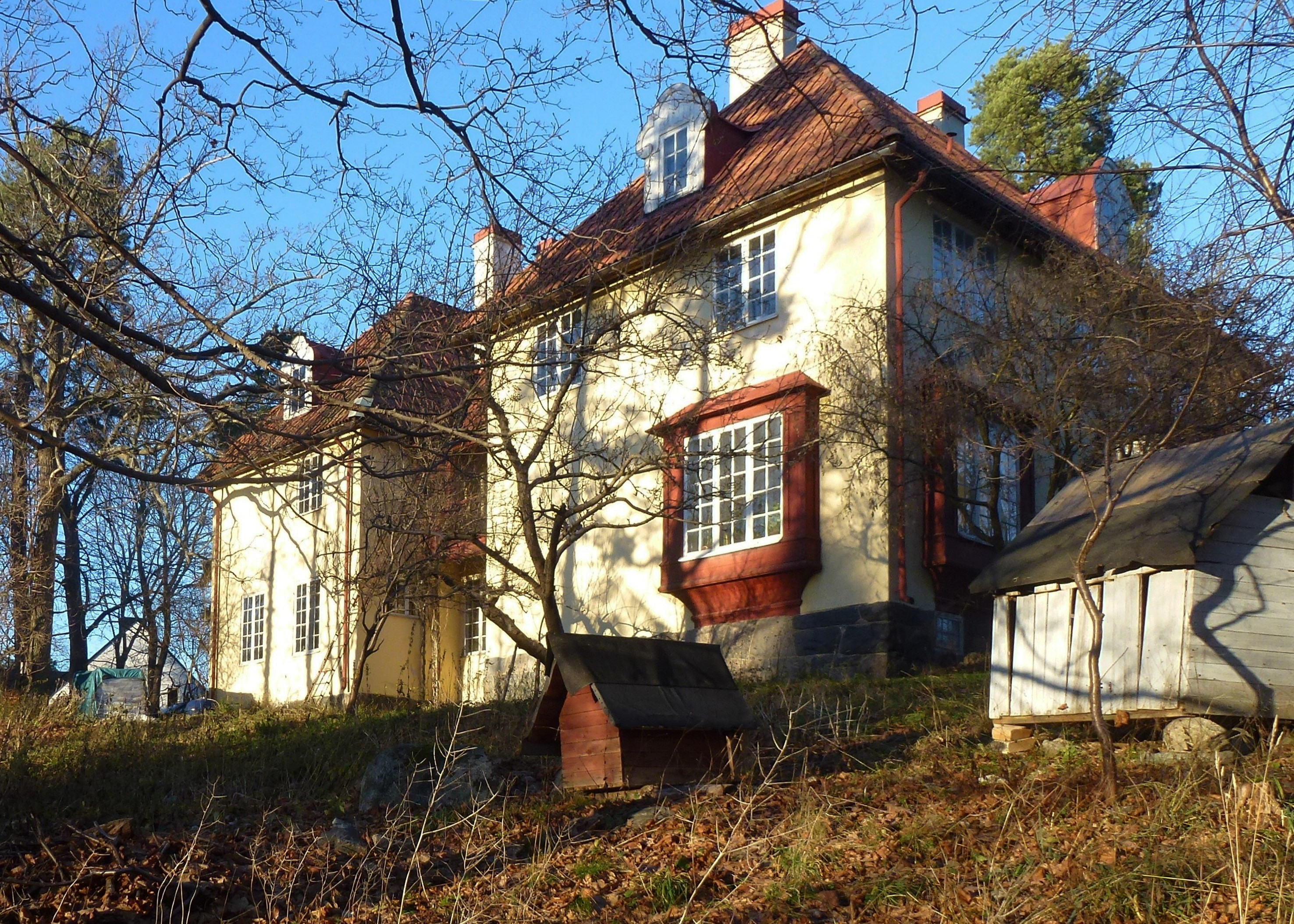
Villa Kallstenius i Storängen.
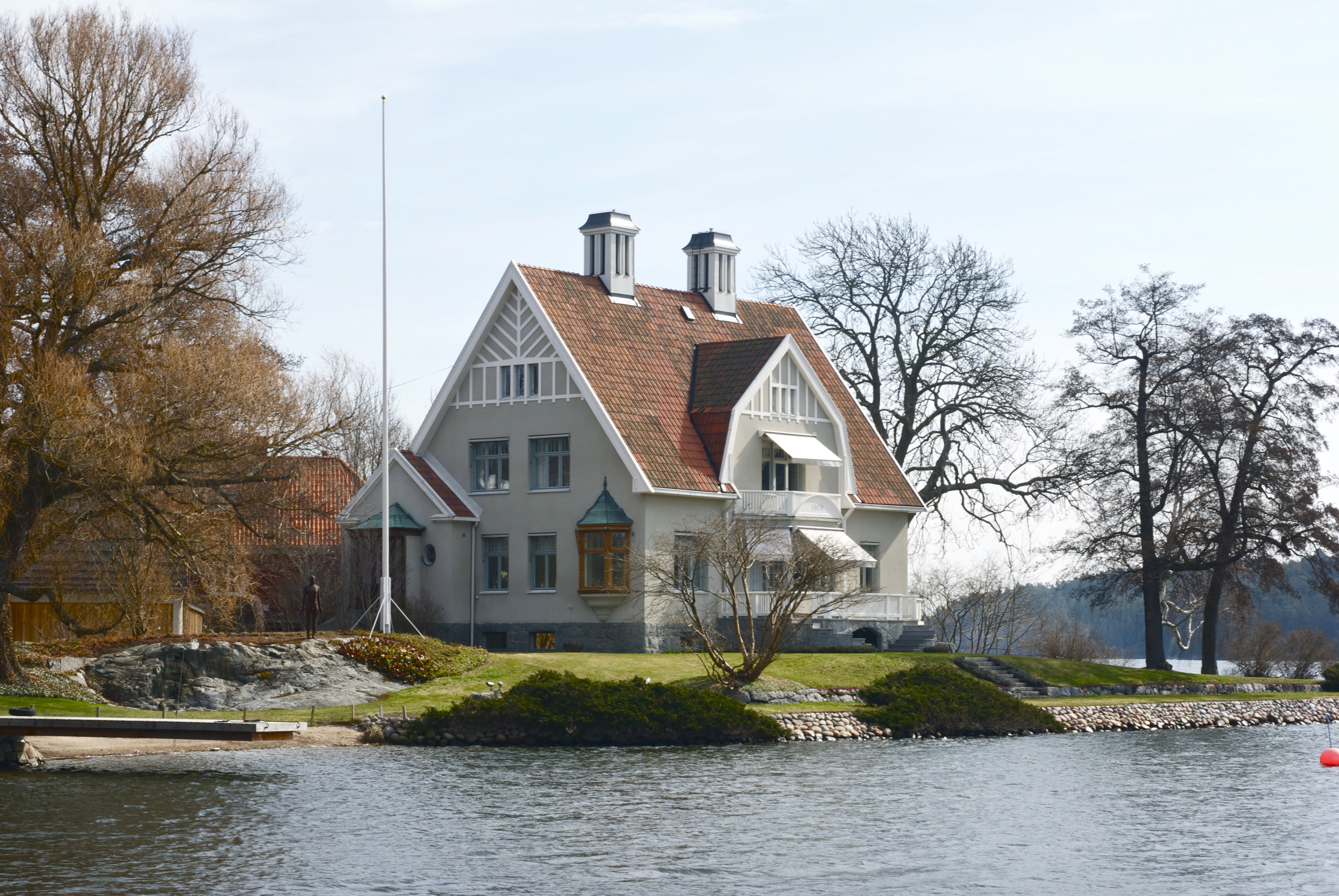
Majgården i Saltsjö-Duvnäs.

### Folkhemmet
Från tidigt 40-tal fram till 1960-talet uppfördes ett tiotal bostadsområden i Nacka (bl.a. bostadsområdet Ekudden). Byggandet uppmuntrades av fördelaktiga lån och subventioner från staten där de allmännyttiga bostadsbolagen fick låna 100 procent av byggkostnaden. Det första kommunala bostadsbolaget i Nacka bildades 1938. Det privata bostadsbyggandet bestod främst i arbetarbostäder för industrierna i Nacka, bland annat Atlas Copco uppförde bostäder. Generellt håller områdena hög standard och har påkostade material något som ändrades i slutet av femtiotalet då det blev för dyrt för staten och man införde ett schablonbelopp.
Flera av områdena på Sicklaön ritades av välkända arkitekter. I den södra delen av ön, mellan Atlas Copcos område och Sicklasjön uppfördes området Sickla strand efter ritningar av bröderna Erik och Tore Ahlsén. Området håller hög arkitektonisk klass och består av ett antal smalhus grupperade kring öppna gårdar som sluttar ned mot Sicklasjön. Något öster finns ett radhusområde från 1943 vid Gillevägen ritat av Backström och Reinius. Flera fastigheter i bostadsområdet Ekudden är ritade av arkitekten Sture Frölén.

#### Bildgalleri, 1940-60-talsområden

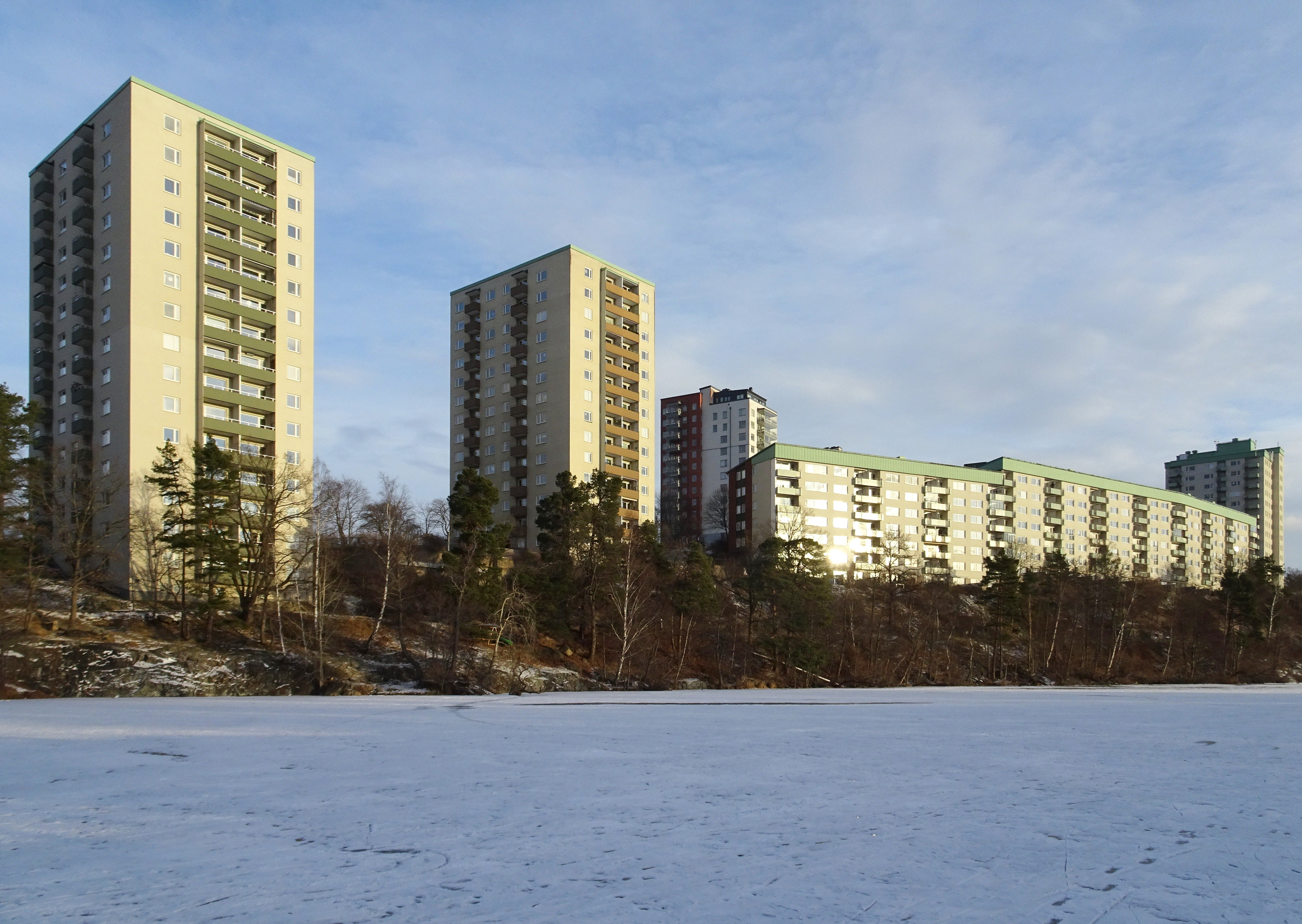
Bostadsområdet Ekudden vid Järlasjöns norra strand.
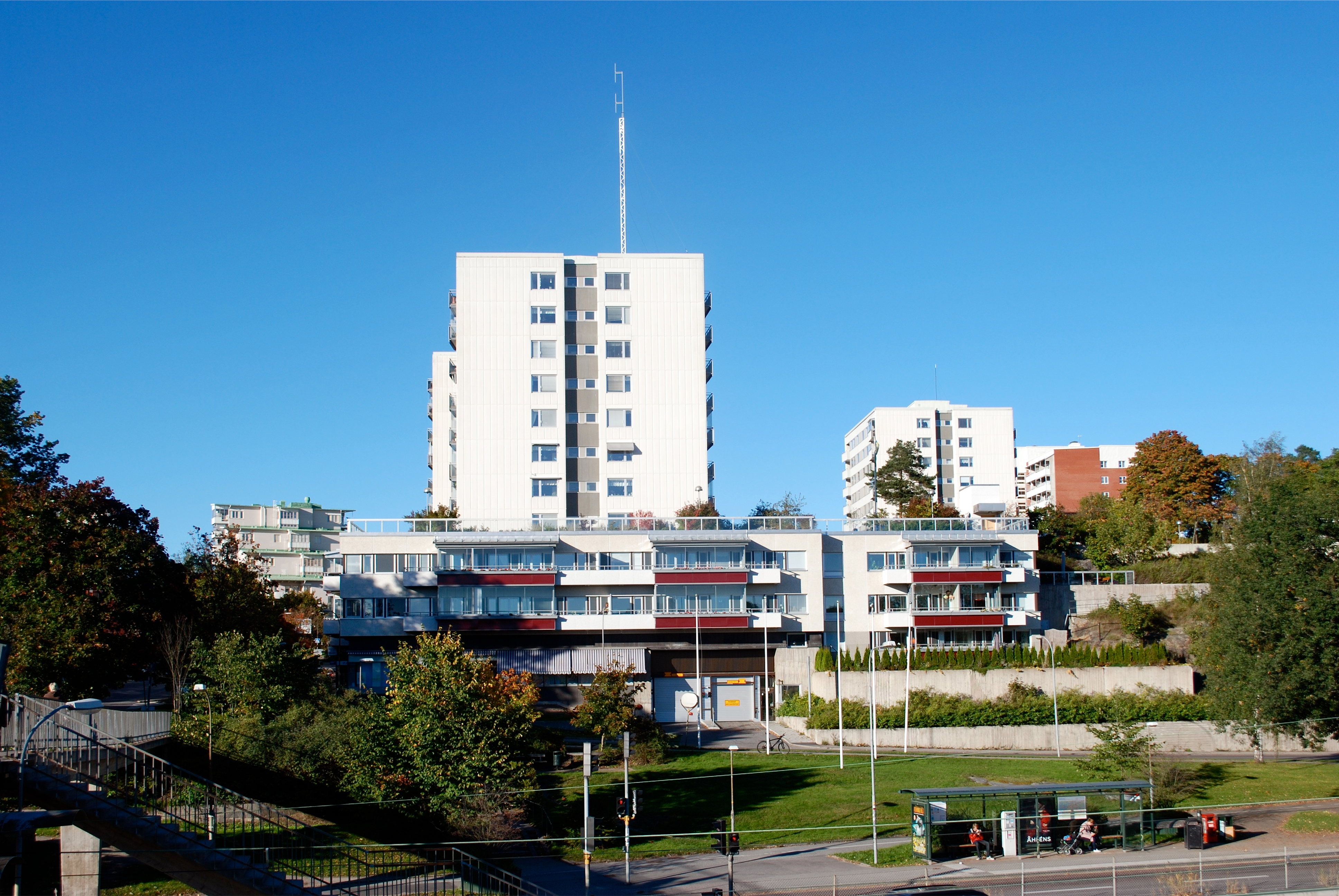
Finntorp med bostadsområden från 1950-talet som kompletterades med centrumbebyggelse (bilden) på 1960-talet.
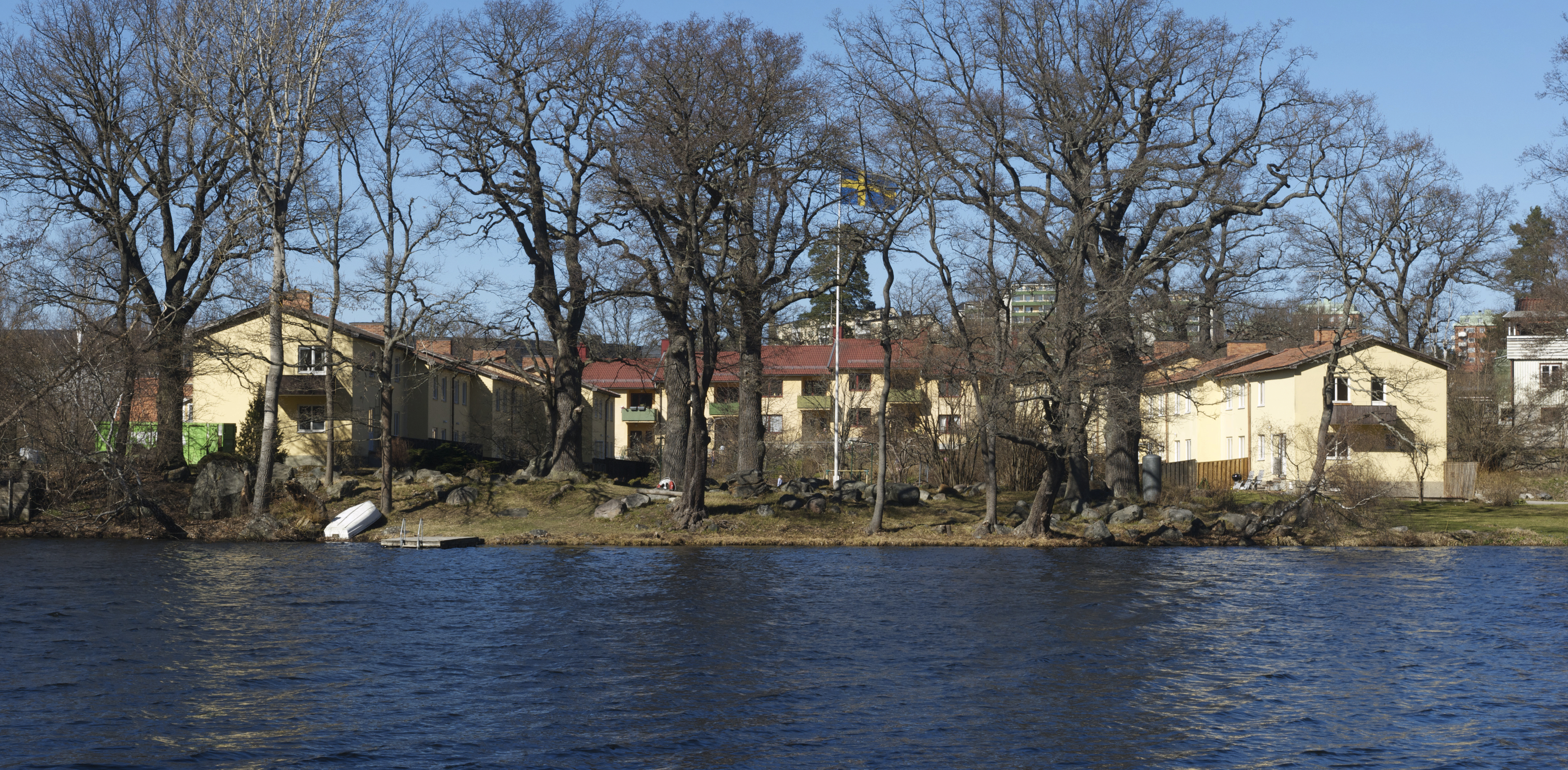
Gillevägen ritat av Backström och Reinius.
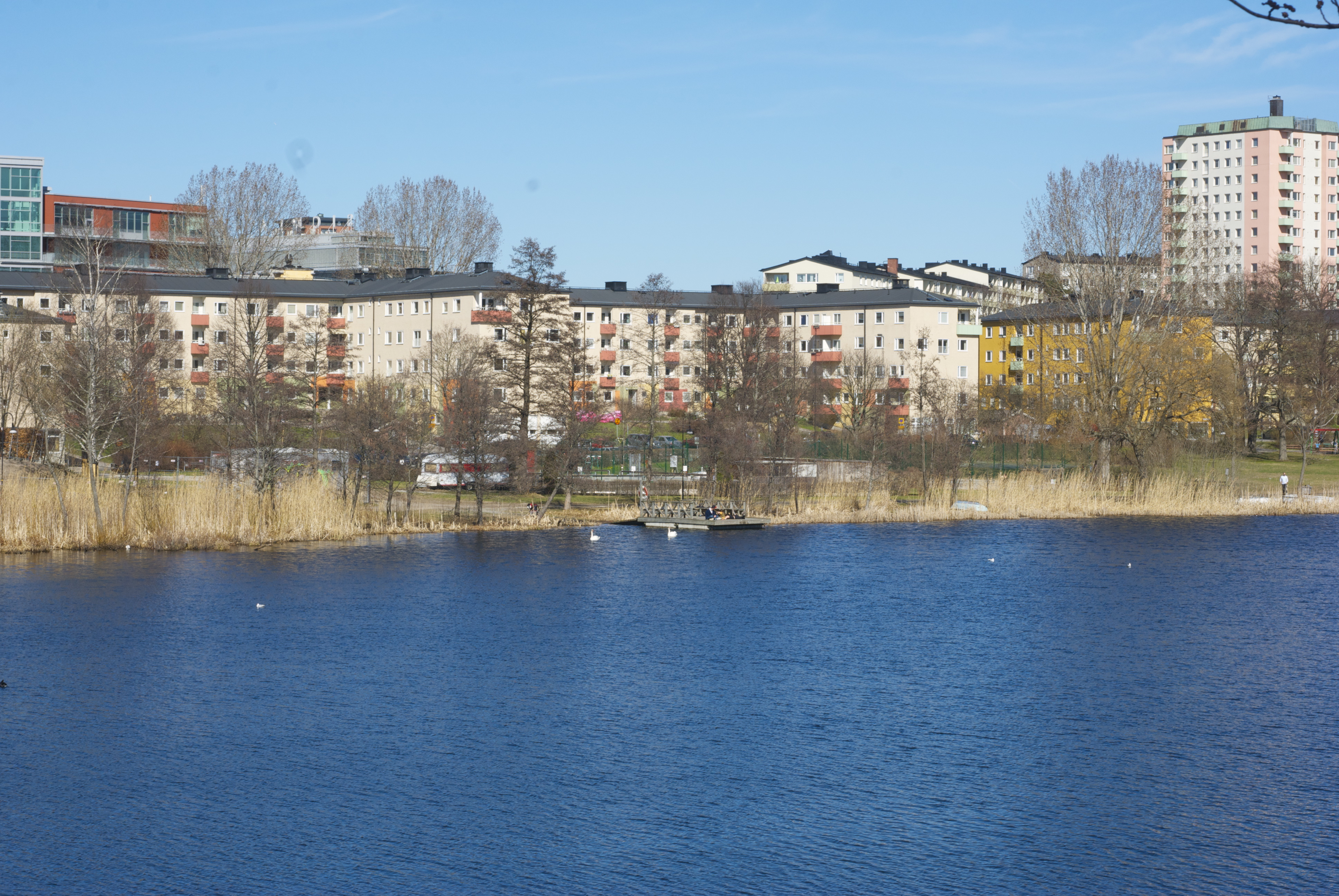
Sickla strand ritat av Tore och Erik Ahlsén (i bakgrunden Tallbacken)